# Humber Motorcycles
Humber Limited fou un fabricant de motocicletes britànic pioner. Fundada el 1868 com a marca de bicicletes a Beeston, Nottinghamshire, l'empresa va tenir molt d'èxit amb models d'alta qualitat i va obrir noves plantes de producció a Coventry i Wolverhampton. El 1896, Humber va fabricar la primera motocicleta pràctica feta a la Gran Bretanya tot equipant una de les seves bicicletes amb un motor E. J. Pennington de 2 CV.
La davallada de les vendes al començament de la Gran Depressió, el 1929, va posar fi a la fabricació de les motocicletes Humber, tot i que l'empresa va continuar amb la d'automòbils, iniciada a començaments del segle XX.

## Història

### Els orígens
El 10 de juliol de 1899, Bert Yates va guanyar una cursa de motociclisme amb la seva Humber a Coventry, en allò que ell va afirmar que fou la primera cursa de motocicletes mai celebrada en una pista. Va aconseguir la victòria malgrat les fallades que va tenir amb l'encesa (pel sistema de tub calent). El motor anava muntat al costat dret de la roda posterior, el cigonyal passava a través de la roda i el volant d'inèrcia al costat esquerre, el qual exercia la tracció per mitjà d'un engranatge epicíclic a la boixa (a diferència del disseny patentat per Pennington, que tenia cilindres a banda i banda i el volum del motor darrere de la roda posterior per a actuar directament sobre el seu eix). A la moto d'aquesta cursa de 1899 se li va instal·lar més tard ignició elèctrica.

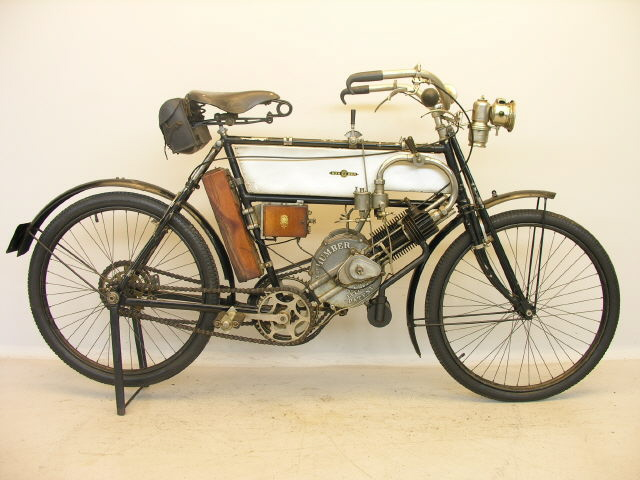
Una Humber de 1904

Segons el relat de Bert Yates, Humber va vendre de 15 a 20 d'aquestes motocicletes. Considerant-ne la descripció i l'època, probablement aquestes motos devien dur motors De Dion-Bouton, ja que aquesta firma va començar a fabricar el seu motor lleuger el 1896, inicialment amb encesa de tub calent, i Humber va col·laborar amb Harry Lawson, de New Beeston Cycle Co, qui fabricava els motors De Dion-Bouton sota llicència. New Beeston Cycle Co havia exposat una motocicleta amb motor De Dion-Bouton al Leeds Motor and Cycle Show el febrer de 1897.
La següent motocicleta Humber feia servir un motor Minerva. L'empresa va construir unes 50 motocicletes amb aquest motor inclinat sota el tub descendent del xassís. Minerva va vendre kits per a permetre que els motors es connectessin als pedals de les bicicletes per sota del tub frontal descendent, cosa que facilitava la producció d'aquesta mena de motocicletes.
El 1902, Humber havia passat a produir una motocicleta amb transmissió per cadena, un model que Bert Yates ja havia pilotat amb un èxit considerable en diverses curses. Aquestes motocicletes, les Humber 2HP, es van construir sota llicència de Phelon & Moore amb un motor monocilíndric P&M i transmissió de dues velocitats. Segons el relat de Yates, Humber va deixar de fabricar motocicletes el 1906, ja que l'expansió de l'empresa a la producció d'automòbils havia deixat sense espai la seva fàbrica d'aleshores, però el 1908, Humber es va traslladar a una de nova i es va reprendre la producció de motocicletes, aquesta vegada amb un motor de fabricació pròpia.
Humber va llançar la seva motocicleta nova de trinca amb transmissió per corretja de 3,5 CV al Stanley Show el 1908. Duia un motor vertical de vàlvula lateral monocilíndric de 83 mm de diàmetre i 90 de carrera (487 cc), amb vàlvules de funcionament mecànic i encesa per magneto Bosch. Disposava de l'opció d'engranatge de dues velocitats (patent ROC d'Arthur William Wall). Humber va oferir engranatges epicíclics de patent ROC fins al 1910 i es va dir que havia participat en el desenvolupament de la roda automàtica de Wall ("Wall Auto-Wheel") per al titular de les patents ROC, Arthur Wall.

### Dècada del 1910
A l'Olympia Show de 1910, Humber va continuar amb el model de 3,5 CV, però va afegir-ne un altre de lleuger de 2 CV. Duia un motor vertical monocilíndric de 60 mm de diàmetre i 70 de carrera (198 cc). Es va oferir amb un equip epicíclic Armstrong de tres velocitats opcional, i disposava de transmissió per corrioles de corretja variable.

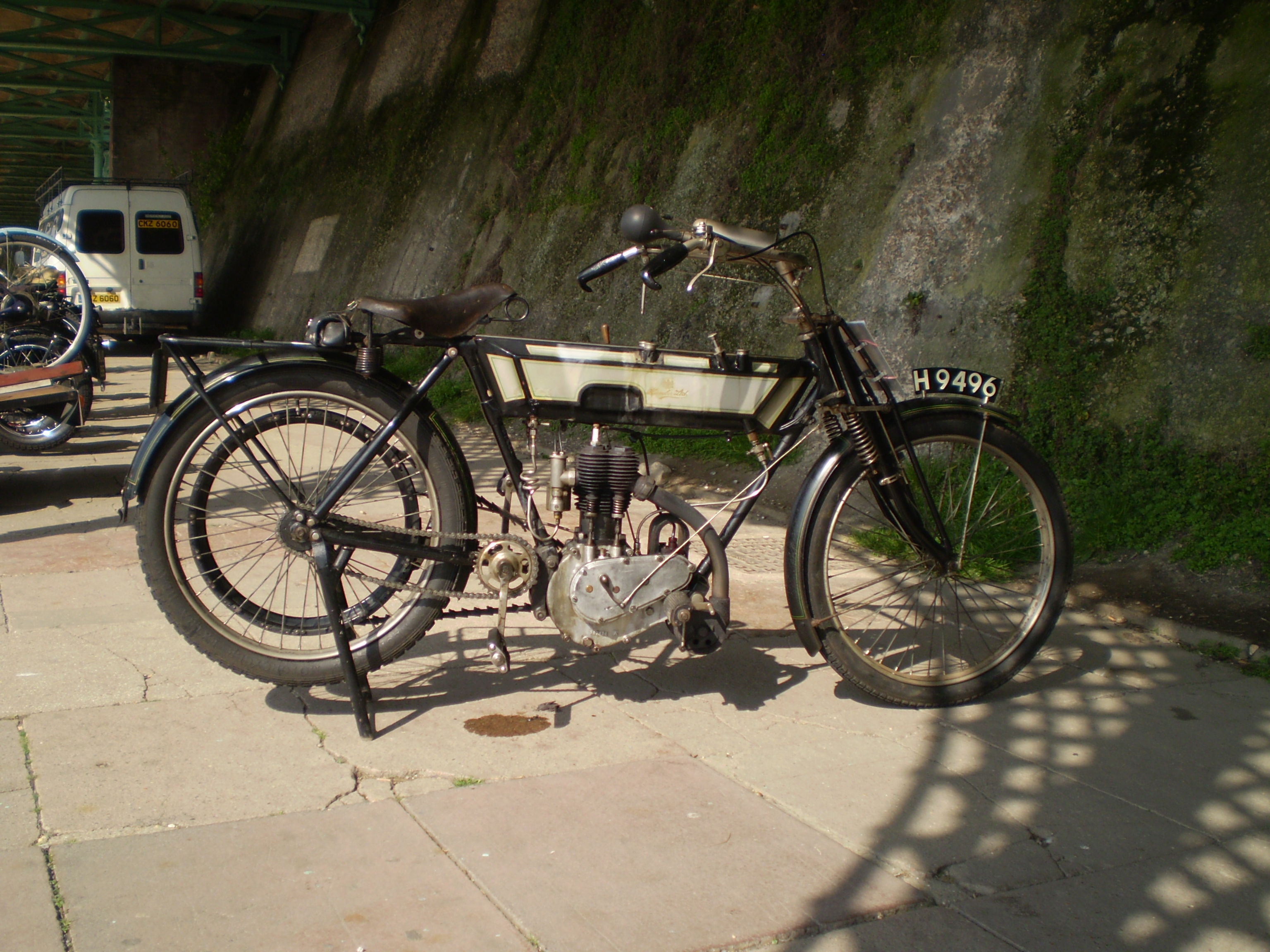
La Humber monocilíndrica de 1914

A l'Olympia Show de 1911 s'hi afegí un model més, un bicilíndric en V (V-twin) de 45 graus de 2,75 CV, amb un diàmetre i una carrera de 60 mm (340 cc) i un motor idèntic al de la Humber que va competir i va guanyar el Junior TT de 1911. Oferia com a opció un engranatge epicíclic Armstrong de tres velocitats. El fet que la carrera fos tan curta com el diàmetre (un anomenat "motor quadrat", quan la norma era una carrera més llarga) va ser força revolucionari per a l'època. La mateixa gamma de models es van exposar a la mostra de 1912, amb només modificacions menors. Tanmateix, a la mostra de 1913, el model 3.5HP s'oferia tant en versió refrigerada per aigua com per aire; la versió refrigerada per aigua es deia que era més adequada per a portar sidecar.
El 1913, Humber va publicar els detalls d'un nou prototipus de motocicleta equipada amb un motor bicilíndric pla en línia refrigerat per aire de 6 CV, però en comptes d'un únic cilindre posterior en tenia dos de més petits amb una cambra de combustió comuna. El model no va entrar en producció i no es va exposar a l'Olympia show d'aquell any, però al de 1914 Humber va revelar que aquest prototipus havia evolucionat fins a convertir-se en un bicilíndric oposat refrigerat per aigua convencional de 6 CV amb els cilindres en línia amb el xassís. La nova moto venia completa amb una caixa de canvis de tres velocitats i transmissió per cadena posterior totalment tancada. Al mateix temps, Humber oferia una altra versió refrigerada per aigua del seu monocilíndric de 3,5 CV destinat a dur sidecar.

### Postguerra
La producció de motocicletes Humber va cessar durant la Primera Guerra Mundial i en un comunicat després de l'armistici, l'empresa afirmava que no esperava comercialitzar més d'una motocicleta quan fos capaç de dedicar més temps a l'activitat civil i que probablement, aquesta seria la del motor bicilíndric pla en línia de 3,5 CV refrigerat per aire. Humber va complir la seva promesa i la del motor bicilíndric pla fou la primera motocicleta que va produir després de la guerra. A l'Olympia Show del novembre de 1919 en va llançar una versió més potent de 4 CV (600 cc).
La Humber de motor bicilíndric pla fou l'únic model fabricat per la marca fins al 1923 i, tot i que anava dirigida principalment al mercat del sidecar, se'n va comercialitzar una versió esportiva individual amb pistons d'alumini. El 1923, però, Humber va llançar una monocilíndrica de vàlvula lateral de 350 cc i el 1927, sengles versions OHV i OHC de la mateixa màquina. El bicilíndric pla es va retirar poc després del llançament del monocilíndric de 350 cc de 1923. La producció de motocicletes de la marca va continuar fins al 1930 i, després, Humber es va centrar en la producció d'automòbils.

## Models

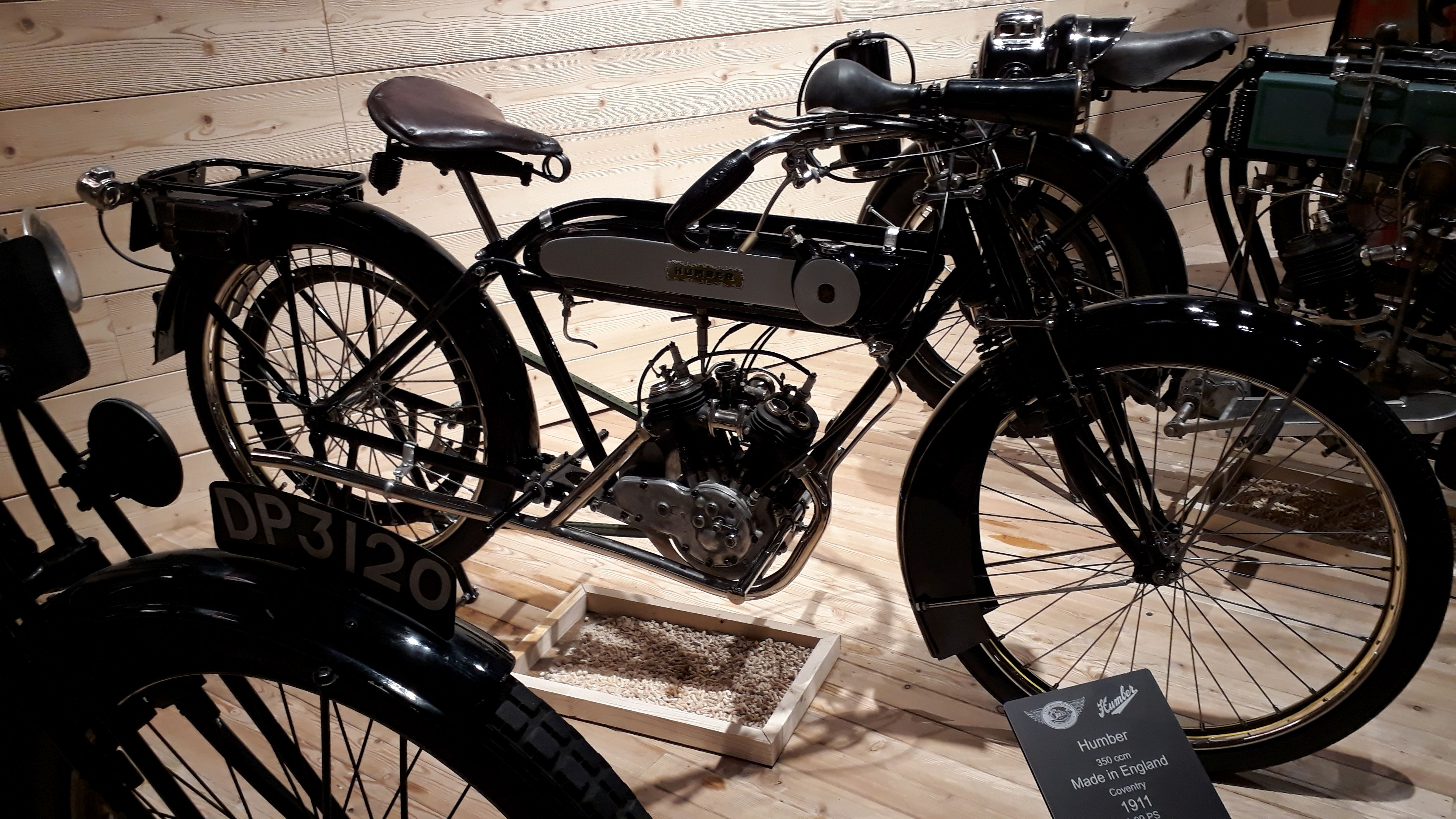
Humber 350 cc de 1911

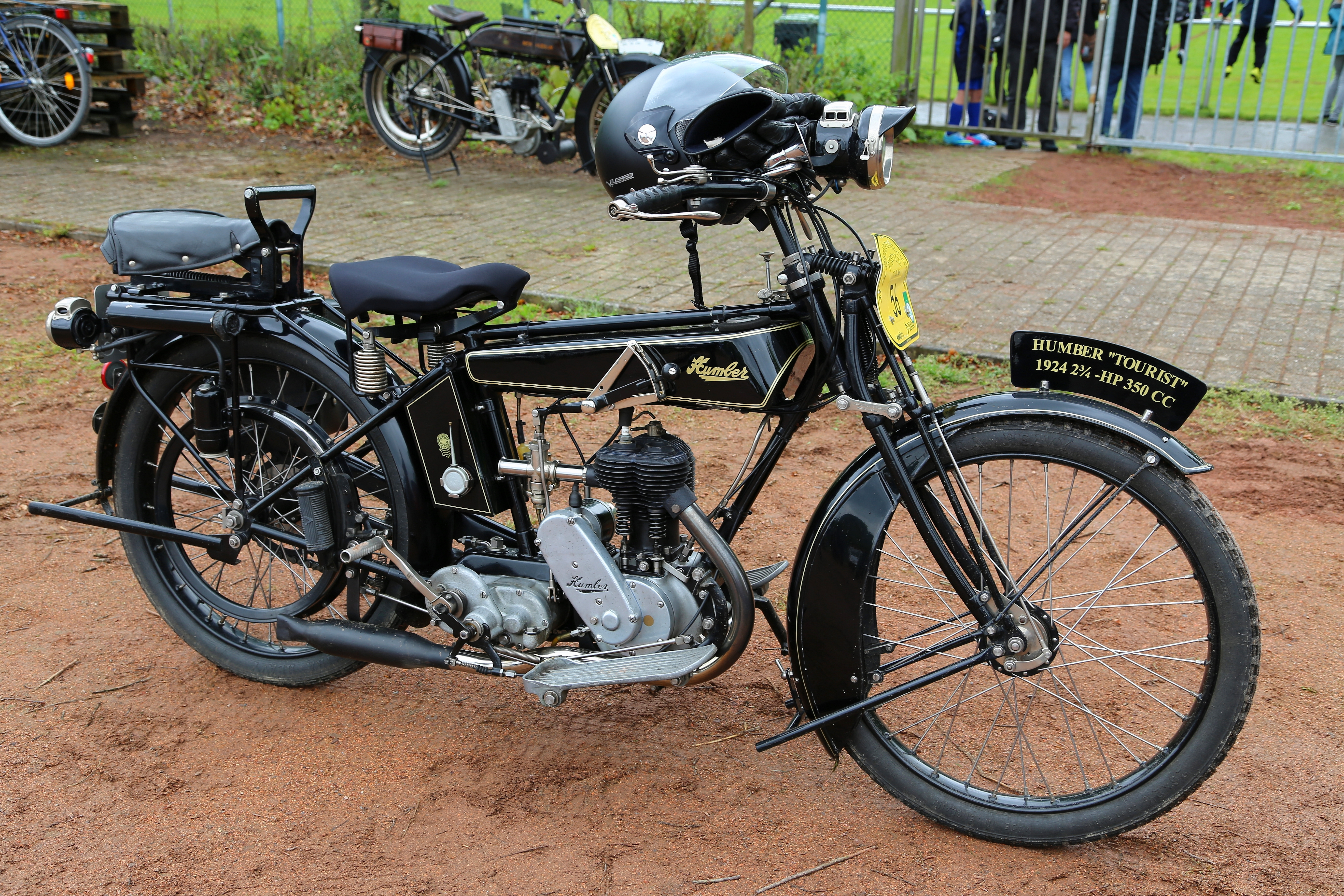
Humber Tourist 350 cc de 1924

| Model                  | Any       | Notes                                                                                        |
| ---------------------- | --------- | -------------------------------------------------------------------------------------------- |
| Humber                 | 1898-1901 | Originalment amb encesa per tub calent, posteriorment elèctrica (Poss De Dion-Bouton)        |
| Humber-Minerva         | 1902      | Amb clip Minerva afegit a xassís de bicicleta                                                |
| Humber Beeston         | 1902-1905 | Motor P&M 2.75HP sota llicència                                                              |
| Humber 3.5HP           | 1908-1914 | Motor Humber monocilíndric 487 cc de vàlvula lateral (refrigeració líquida opcional el 1914) |
| Humber 2HP             | 1910-1914 | Humber monocilíndric 198 cc de vàlvula lateral                                               |
| Humber 2.75HP          | 1911-1914 | Humber V-twin 340 cc (va guanyar el Junior TT de 1911)                                       |
| Humber 6HP 743cc       | 1914      | Bicilíndric pla amb refrigeració líquida                                                     |
| Humber 3.5HP           | 1919      | Bicilíndric pla amb refrigeració per aire                                                    |
| Humber 4HP/4.5HP 600cc | 1919-1923 | Bicilíndric pla amb refrigeració per aire                                                    |
| Humber 2.75HP 350cc    | 1923-1930 | Monocilíndric de vàlvula lateral amb refrigeració per aire                                   |
| Humber 350cc           | 1927-1930 | OHV                                                                                          |
| Humber 350cc           | 1927-1930 | OHC (Darrera Humber fabricada)                                                               |